# 이와세군

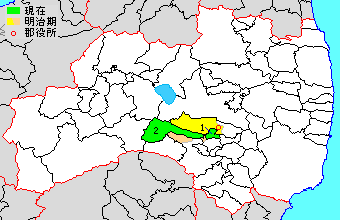
이와세 군의 위치

이와세군(일본어: 岩瀬郡, いわせぐん)은 일본 후쿠시마현 서부(이와시로국)의 군이다.
인구 16,852명, 면적 256.82km², 인구밀도 65.6명/km².(2025년 3월 1일, 추계인구)
이하 1정 1촌으로 구성된다.
- 가가미이시정(鏡石町)
- 덴에이촌(天栄村)

## 역사
- 2005년 4월 1일 - 나가누마 정, 이와세 촌이 스카가와시에 편입했다.